# Jaap van den Born
Jacob Cornelis (Jaap) van den Born (Nijmegen, 1951) is een Nederlandse dichter, kunstenaar en illustrator. 
Als dichter debuteerde Van den Born in 2005 met de bundel 2000 jaren Nijmegenaren, gevolgd door Drs. P révisé, die hij samen met 
Drs. P schreef. Hierna volgden nog een groot aantal bundels en publicaties in literaire tijdschriften. Zijn werk kenmerkt zich door de toepassing van strakke vormen als het sonnet, het ollekebolleke en het elftal. Zijn werk is humoristisch maar ook kritisch van aard. Filosofie, wetenschap en geschiedenis zijn belangrijke thema’s in zijn werk.
In 2012 werd Van den Born door literair tijdschrift De Tweede Ronde (later: KortVerhaal) de Kees Stipprijs toegekend voor zijn gehele oeuvre op het gebied van light verse.

## Bundels

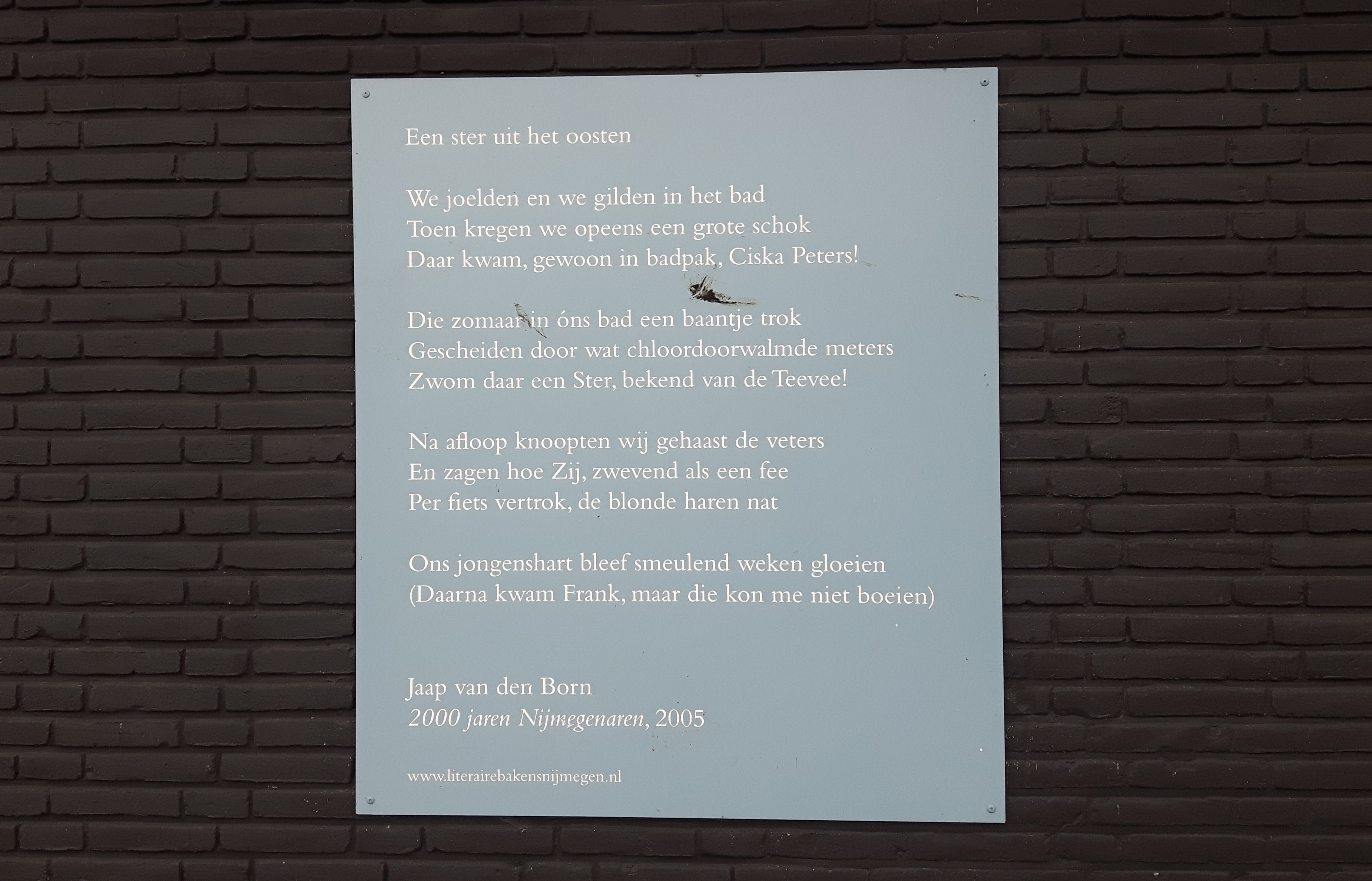
Gedicht 'Een ster uit het oosten' in Nijmegen

- 2000 jaren Nijmegenaren, 2005, Intermedi-Art
- Drs. P révisé, samen met Drs. P, 2005, uitgeverij Liverse
- De Canon van Nederland, 2006, uitgeverij Liverse
- Uit vrije dwang, vertaalde gedichten van Aboe l-Alaa al-Ma'arri, met Pieter Smoor, 2008, De vrije gedachte
- De V.O.C. Saga. Verhaald in 60 ollekebollekes, 2009, uitgeverij Liverse
- Drs. P daté, 2009, uitgeverij Liverse
- Het pak van Sjaalman, 2010, uitgeverij Liverse
- Weer of geen weer, met Drs. P, 2011, uitgeverij Liverse
- Dat peinst en piekert maar, 2012, Het vrije vers
- Een hoop genavelstaar, 2012, Het vrije vers
- ‘t Is toch niet waar!, 2013, Het vrije vers
- Dank zij de kittelaar, 2014, Het vrije vers
- Met veel misbaar, 2014, Het vrije vers
- The Raven, parodieën, samenstelling en inleiding Jaap van den Born, 2014, Het vrije vers
- Het satansevangelie, 2014, Het vrije vers
- Dubbele moraal, 2014, Het vrije vers
- Prediker, 2016, Het vrije vers
- Weense balladen, 2017, Het vrije vers

## E-books
Naast bovenstaande papieren bundels verschenen er van Jaap van den Borns hand talrijke gratis e-books.
Deze staan verzameld op http://www.hetvrijevers.nl/index.php/e-books